# Valley Road (Metro de Boston)
Valley Road  es una estación en la línea de Alta Velocidad Ashmont–Mattapan del Metro de Boston. La estación se encuentra localizada en Valley Road y la Calle Eliot en Milton, Massachusetts. La estación Valley Road fue inaugurada el 26 de agosto de 1929. La Autoridad de Transporte de la Bahía de Massachusetts es la encargada por el mantenimiento y administración de la estación. 

## Descripción
La estación Valley Road cuenta con 2 plataformas laterales y 2 vías. 

## Conexiones
La estación es abastecida por las siguientes conexiones: 
- Rutas de autobuses: 240